# Wisconsin Death Trip
Wisconsin Death Trip è il primo album in studio del gruppo musicale statunitense Static-X, pubblicato il 23 marzo 1999 dalla Warner Bros. Records.
L'album ha ottenuto un buon successo negli Stati Uniti, paese nel quale è stato certificato disco di platino l'8 giugno 2001 per aver raggiunto la soglia del milione di copie vendute.

## Tracce
Testi e musiche di Static-X.
1. Push It – 2:35
2. I'm with Stupid – 3:25
3. Bled for Days – 3:46
4. Love Dump – 4:20
5. I Am – 2:47
6. Otsegolation – 3:32
7. Stem – 2:55
8. Sweat of the Bud – 3:30
9. Fix – 2:50
10. Wisconsin Death Trip – 3:09
11. The Trance Is the Motion – 4:50
12. December – 6:18

Traccia bonus nell'edizione giapponese
1. Down – 3:14

CD bonus nella Premium Edition giapponese
1. Burning Inside – 4:18
2. So Real – 5:41
3. S.O.M. – 3:24
4. I'm with Stupid (Remix)
5. Love Dump (Mephisto Odyssey Remix) – 5:31
6. Bled for Days (Live) – 4:04
7. Push It (JB's Death Trance Mix) – 3:32
8. Push It (Mephisto Odyssey Crucified Dub Mix)

## Formazione
Gruppo
- Wayne Static – voce, chitarra, programmazione
- Koichi Fukuda – chitarra, tastiera, programmazione
- Tony Campos – basso, cori
- Ken Jay – batteria

Produzione
- Ulrich Wild – produzione, ingegneria del suono, missaggio
- Static-X – produzione
- Michael "Elvis" Baskette – assistenza alla registrazione
- Jeff Robinson – assistenza al missaggio
- Tom Baker – mastering

## Classifiche
| Classifica (1999) | Posizione massima |
| ----------------- | ----------------- |
| Stati Uniti       | 107               |